# Artur Kuciapski
Artur Kuciapski (Polonia, 26 de diciembre de 1993) es un atleta polaco, especialista en la prueba de 800 m en la que llegó a ser subcampeón europeo en 2014.

## Carrera deportiva
En el Campeonato Europeo de Atletismo de 2014 ganó la medalla de plata en los 800 metros, con un tiempo de 1:44.89 segundos que fue su mejor marca personal, llegando a meta tras su compatriota Adam Kszczot (oro con 1:44.15 s) y por delante del irlandés Mark English (bronce).